# Tublay
Tublay (Bayan ng  Tublay) es un municipio filipino de quinta categoría perteneciente a la provincia de Benguet en la Región Administrativa de La Cordillera, también denominada Región CAR.

## Geografía
Tiene una extensión superficial de 102.55 km² y según el censo del 2007, contaba con una población de 15.096 habitantes y 2.619 hogares; 16.555 habitantes el día primero de mayo de 2010
El municipio se encuentra situado 263 kilómetros al norte de Manila y 13 km al norte de la ciudad de Baguio. Terreno montañoso con una elevación de 1,400 m s. n. m. Tiene dos estaciones pronunciadas: la seca y la húmeda, con una temperatura mínima de 6,5 °C y máxima de 27,5 °.

### Barangayes
Tublay se divide administrativamente en 8  barangayes o barrios, 7  de  carácter rural, y el restante, Caponga (Población),  urbano.
| - Ambassador - Ambongdolan | - Ba-ayan - Basil | - Daclan - Caponga (Población) | - Tublay Central - Tuel |

## Historia
Municipio credao en el año 1900 durante la ocupación norteamericana.